# اجتماع الهمزتين (إسلام)
اجتماع الهمزتين، الأصل في حرف الهمزة: التحقيق، ولما كانت الهمزة ثقيلة توسعت العرب في تخفيفها، وخاصة إذا اجتمعت همزتان، والتخفيف لغة أهل الحجاز.
والهمزة إما أن تكون منفردة، أو مجتمعة مع أخرى، فإذا كانت مجتمعة مع أخرى فإما أن تكونا في كلمة أو في كلمتين، وإذا كانتا في كلمتين فإما أن تكونا متفقتين في الحركة، أو مختلفتين في الحركة.
ففي الهمزتين من كلمة: اختلف القراء فيها على ستة أقوال.
وفي الهمزتين من كلمتين متفقتين في الحركة: اختلف القراء فيها على أربعة أقوال.
وفي الهمزتين من كلمتين مختلفتين في الحركة: اختلف القراء فيها على قولين.

## معنى الهمزة
الهمز: لغة مصدر بمعنى الضغط والدفع، ويستعمل مصدرًا أيضًا بمعنى النطق بالهمزة، فيقال: همزت الكلمة إذا نطقت فيها بهمزة.
سمي الحرف المعلوم همزا، وهمزة؛ لأنه يحتاج في إخراجه من أقصى الحلق إلى ضغط الصوت ودفعه لثقله.

## أحوال الهمزة في لغة العرب
الأصل في الهمزة: التحقيق، ويقابله التخفيف، ولما كانت الهمزة ثقيلة توسعت العرب في تخفيفها، وخاصة إذا اجتمعت همزتان، والتخفيف لغة أهل الحجاز.

## أنواع الهمزة في القرآن الكريم
الأول: الهمز المفرد، وله حالات خاصة.
الثاني: اجتماع همزتين، وهذا الباب هو مدار حديثنا.
فإذا اجتمعت همزتان فلا تخلو من حالتين:
1. أن تكون الهمزتان في كلمة واحدة.
2. أن تكون الهمزتان في كلمتين، وإذا كانتا في كلمتين فلا تخلو من حالتين:
  1. متفقتان في الحركة.
  2. مختلفتان في الحركة.

## مذاهب القراء في الهمزتين من كلمة
إذا اجتمعت همزتان في كلمة فلا بد أن يكون الأولى منهما حرف استفهام، ودائما ما تكون مفتوحة، والهمزة الثانية تتحرك بالحركات الثلاثة: مفتوحة، {ءَأَنْتُمْ} [البقرة:140]، مضمومة، نحو: {أَؤُنَبِئُكُمْ} [آل عمران:15]، مكسورة، نحو: {أَئِنَّ لَنَا} [الشعراء:41]،
فمذاهب القراء على النحو التالي:
1. قالون بتسهيل الثانية مع إدخال ألف الفصل -إدخال ألف بمقدار حركتين_ في الأحوال الثلاثة.
2. ورش بتسهيل الثانية من دون إدخال، في المكسورة والمضمومة، ويضاف له في المفتوحة وجه إبدال الهمزة الثانية.
3. ابن كثير بتسهيل الثانية من دون إدخال في الأحوال الثلاثة.
4. أبو عمرو مثل قالون إلا أن له الخلاف في إدخال ألف الفصل في المضمومة.
5. هشام بتسهيل الثانية أو بتحقيق الهمزتين مع إدخال ألف الفصل في المفتوحة، وبتحقيق الهمزتين مع إدخال ألف الفصل أو بدونه في المكسورة والمضمومة.
6. بقية القراء بتحقيق الهمزتين بلا إدخال.

قال الشاطبي:

## مذاهب القراء في الهمزتين من كلمتين متفقتين في الحركة
إذا اجتمعت همزتان في كلمتين وكانتا متفقتين في الحركة، أي: أن تكونا مفتوحتين، نحو: {جَاءَ أَمْرُنَا} [هود:40]، أو مكسورتين، نحو: {السَّمَاءِ إِن} [الشعراء:178]، أو مضمومتين، نحو: {أَوْلِيَاءُ أُولَئِكَ} [الأحقاف:32] فخلاف القراء كالتالي:
1. أبو عمرو بإسقاط الهمزة الأولى في الأحوال الثلاثة.
2. قالون والبزي بإسقاط الهمزة الأولى في المفتوحتين، وبتسهيل الهمزة الثانية في المكسورتين والمضمومتين.
3. ورش وقنبل بتسهيل الهمزة الثانية أو إبدالها في الأحوال الثلاثة.
4. بقية القراء بتحقيق الهمزتين في الأحوال الثلاثة.[7][8][9]

## مذاهب القراء في الهمزتين من كلمتين مختلفتين في الحركة
إذا اجتمعت همزتان في كلمتين، وكانتا مختلفتين في الحركة فالقسمة العقلية أن تكون هناك ست حالات، وقد وجدت منها خمس في القرآن، وهي:
1. أن تكون الأولى مفتوحة والثانية مكسورة، نحو: {تَفِيءَ إِلَى} [الحجرات:9].
2. أن تكون الأولى مفتوحة والثانية مضمومة، نحو: {جَاءَ أُمَّة} [المؤمنون:44].
3. أن تكون الأولى مضمومة والثانية مفتوحة، نحو: {نَشَاءُ أَصَبْنَاهُمْ} [البقرة:133].
4. أن تكون الأولى مكسورة والثانية مفتوحة، نحو: {السَّمَاءُ أَوِ ائْتِنَا} [الأعراف:100].
5. أن تكون الأولى مضمومة والثانية مكسورة، نحو: {يَشَاءُ إِلَى} [الأنفال:22].

فمذاهب القراء في هذه الأحوال الخمسة على النحو التالي:
1. نافع وابن كثير وأبو عمرو يقرؤون بتسهيل الهمزة الثانية في الحالة الأولى والثانية، وبالإبدال في الحالة الثالثة والرابعة، وبالوجهين في الحالة الخامسة.
2. بقية القراء بتحقيق الهمزة في الأحوال الخمسة.

قال الشاطبي: